# Remote Disc
Remote Disc ist eine von Apple entwickelte und auf der Macworld 2008 vorgestellte Software, die es ermöglicht, CDs und DVDs von einem anderen Mac oder Windows-PC an einem MacBook Air zu nutzen. Nötig wird dies durch das Fehlen eines optischen Laufwerks in diesem Notebook. Als Alternative bietet Apple das externe MacBook Air SuperDrive, welches per USB mit dem Rechner verbunden wird. Seit Mac OS X Leopard 10.5.2 ist die Software standardmäßig installiert.

## Funktionsweise
Zunächst muss die zugehörige Software auf einem Computer mit optischem Laufwerk, der als Quelle dienen soll, installiert werden. Wichtig ist, dass der Quellcomputer sich im selben Netzwerk wie das MacBook Air befindet. Die Software wird mit dem MacBook Air ausgeliefert und befindet sich auf der  System-DVD. Ist die Installation beendet, ist der Quellcomputer dauerhaft für die Nutzung von Remote Disc vorbereitet. Nach dieser Erstkonfiguration kann eine beliebige CD oder DVD eingelegt werden, die am MacBook Air verwendet werden soll. Dieser Datenträger wird im Finder angezeigt und kann nun ganz normal genutzt werden.